# Маркус Ям
Ма́ркус Ям (англ. Marcus Yam; нар. 1984, м. Куала-Лумпур, Малайзія) — американський фотожурналіст, лавреат трьох Пулітцерівських премій.

## Життєпис
Вивчав інженерію в Університеті штату Нью-Йорк у Баффало і закінчив його зі ступенем в аерокосмічній інженерії у 2006 році.
Під час навчання він працював фотографом в університетській газеті «Спектр», щоб виконати дипломну роботу. Його роботи привернули увагу артдиректора The Buffalo News, який запропонував йому стажування. Через кілька тижнів він знайшов своє покликання як фотожурналіст.
У 2014 році він отримав першу Пулітцерівську премію за новинну фотографію за репортаж про зсув Осо у штаті Вашингтон для газети Seattle Times від 22 березня 2014 року.
Того ж року він приєднався до The Los Angeles Times.
У 2015 році він отримав другу Пулітцерівську премію за висвітлення стрілянини в Сан-Бернардіно, Каліфорнія.
У травні 2022 року він отримав третю Пулітцерівську премію «за знімки, що документують вихід США з Афганістану і показують людські жертви історичних змін у цій країні».

## Нагороди
- Премія World Press Photo Award за фотографію «Рік на війні», опубліковану The New York Times (2011),
- Премія «Еммі» у номінації «Нові підходи» (висвітлення новин) за фільм «Рік на війні» (2011),
- World Press Photo Award (2012),
- Пулітцерівська премія за новинну фотографію за репортаж про зсув Осо у штаті Вашингтон для The Seattle Times (2014)[2],
- Пулітцерівська премія за новинну фотографію за репортаж про стрілянину в Сан-Бернардіно, Каліфорнія, для Los Angeles Times (2015),
- Міжнародний конкурс «Фотографії року» — премія для газет «Фотограф року» (2016),
- Istanbul Photo Awards, категорія «Природний ландшафт і навколишнє середовище», за фотографії пожеж у Каліфорнії 2018 року (2018)[4],
- Премія Роберта Ф. Кеннеді в галузі журналістики «за його непохитну роботу, що висвітлює щоденне тяжке становище мешканців Гази під час смертельних зіткнень у секторі Газа» (2019)[5],
- Пулітцерівська премія за новинну фотографію «за знімки, що документують вихід США з Афганістану і показують людські жертви історичних змін у цій країні» (2022)[3].